# Karel Feierabend
Karel Feierabend (* 4. November 1861 in Kostelec nad Orlicí; † 4. Juni 1945 in Prag) war ein tschechoslowakischer Hochschullehrer, Gegner des Nationalsozialismus und der älteste Häftling im KZ Dachau.

## Leben

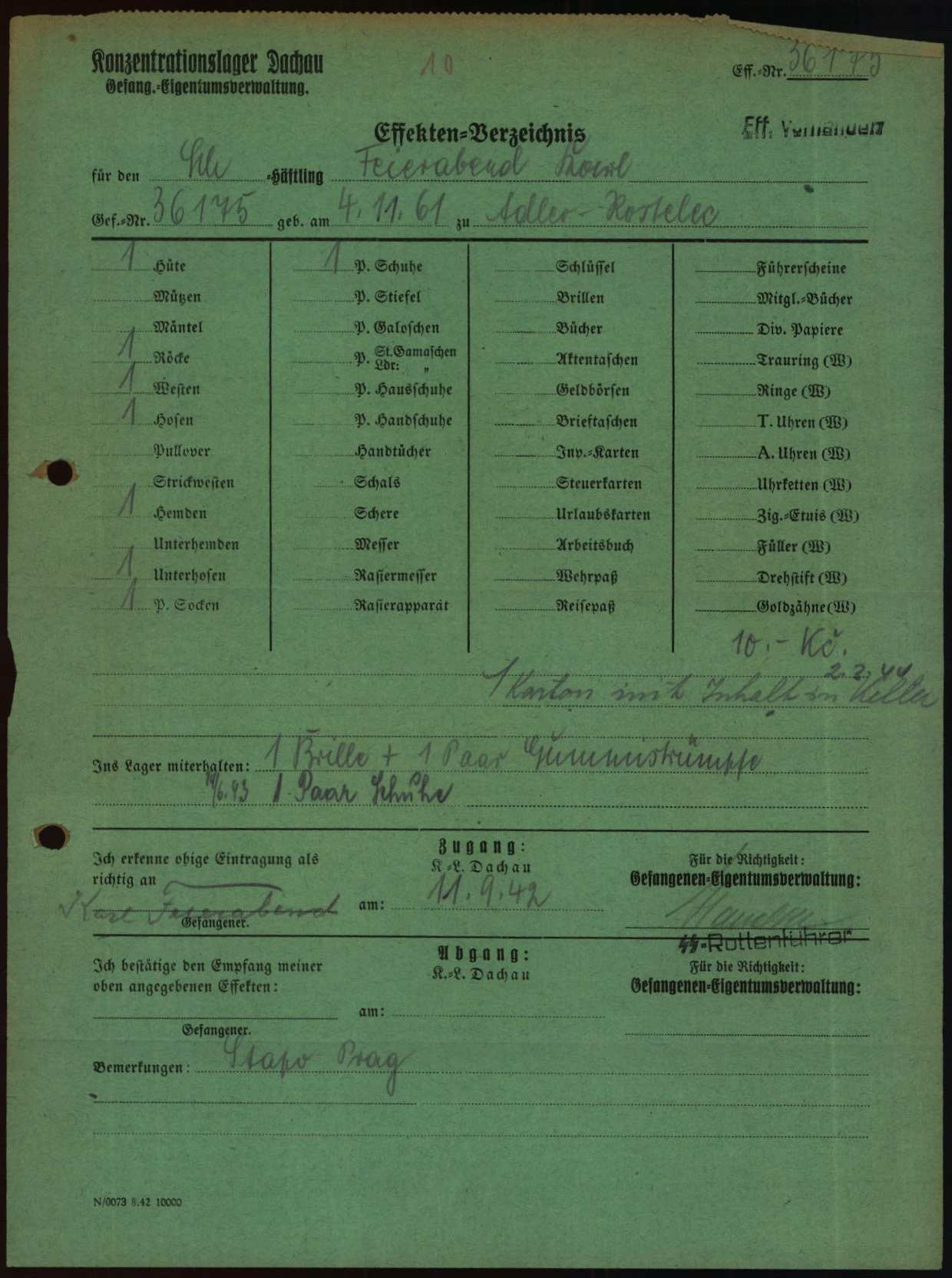
Liste des Eigentums von Karel Feierabend als Gefangener im nationalsozialistischen Konzentrationslager Dachau

Karel Feierabend war Professor für Mathematik in Prag.  Zusammen mit seiner Frau Josefa Petříčková (1871–1938) hatte er zwei Söhne: Karel und Ladislav Karel Feierabend.
Ladislav Karel emigrierte im Februar 1940 nach London und war dort Minister in der tschechoslowakischen Exilregierung. Nach dem Attentat auf Reinhard Heydrich, der am 4. Juni 1942 in Prag starb, wurden die Angehörigen des Ministers von der Gestapo in Sippenhaft genommen und zunächst in das Ghetto Theresienstadt deportiert. Karel Feierabend wurde am 11. September 1942 mit dem anderen Sohn Karel sowie zwei Enkeln in das KZ Dachau eingeliefert. Die weiblichen Familienangehörigen des Ministers wurden in das KZ Ravensbrück deportiert.
Wegen des hohen Alters waren seine Überlebenschancen gering. Er war mit 81 Jahren der älteste Häftling im Lager, immer gefährdet, auf die so genannten Invalidentransporte zu gehen oder im Krankenrevier ermordet zu werden. Doch Mithäftlinge versteckten ihn bis Kriegsende im Krankenrevier, wenn Transporte und Selektionen bevorstanden. So verbarg der Oberpfleger Heinrich Stöhr neben anderen gefährdeten Häftlingen auch Karel Feierabend in der Prominentenstube des Krankenreviers.
Bei der Befreiung war er 83 Jahre alt. Er starb in Prag am 4. Juni 1945, wenige Tage nach seiner Heimkehr.